# Слобідсько-Болехівська сільська рада
| Слобідсько-Болехівська сільська рада — орган місцевого самоврядування у Долинському районі Івано-Франківської області з адміністративним центром у с. Слобода-Болехівська. Водоймища на території, підпорядкованій даній раді: річка Лужанка. Сільській раді підпорядковані населені пункти: - с. Слобода-Болехівська - с. Липа - с. Лужки |

## Склад ради
Рада складається з 16 депутатів та голови.

### Керівний склад ради
| ПІБ                       | Основні відомості                                                 | Дата обрання | Дата звільнення |
| ------------------------- | ----------------------------------------------------------------- | ------------ | --------------- |
| Данилів Степан Михайлович | Сільський голова, 1970 року народження, освіта, безпартійний      | 26.03.2006   | 31.10.2010      |
| Данилів Степан Михайлович | Сільський голова, 1970 року народження, освіта вища, безпартійний | 31.10.2010   |                 |

Примітка: таблиця складена за даними джерела